# E. A. Richter
Pour les articles homonymes, voir Richter.
Erich A. Richter, né en 1941 à Tulbing (Basse-Autriche), est un artiste visuel, romancier et poète autrichien.

## Récompenses et distinctions
- 1978 : Prix de la Ville de Vienne de littérature